# Плянти (Підляське воєводство)
Плянти (пол. Planty) — село в Польщі, у гміні Міхалово Білостоцького повіту Підляського воєводства.
Населення — 48 осіб (2011).
У 1975-1998 роках село належало до Білостоцького воєводства.

## Демографія
Демографічна структура станом на 31 березня 2011 року:
|          | Загалом | Допрацездатний вік | Працездатний вік | Постпрацездатний вік |
| -------- | ------- | ------------------ | ---------------- | -------------------- |
| Чоловіки | 24      | 2                  | 12               | 10                   |
| Жінки    | 24      | 6                  | 10               | 8                    |
| Разом    | 48      | 8                  | 22               | 18                   |